# جون بويد (سياسي أمريكي)
جون بويد (بالإنجليزية: John Boyd)‏ هو سياسي أمريكي، ولد في 7 أغسطس 1796 في ناشفيل في الولايات المتحدة، وتوفي في 1873.